# Avram Iancu (avvocato)
Avram Iancu (Avram Iancu, 1824 – Baia de Criș, 10 settembre 1872) è stato un avvocato e rivoluzionario rumeno pasciottista (un'ideologia promossa dai partecipanti alla rivoluzione) che ha svolto un ruolo importante nella rivoluzione del 1848 in Transilvania. 
Era il leader de facto della Țara Moților nel 1849, comandando l'esercito rumeno della Transilvania, in alleanza con l'esercito austriaco, contro le truppe rivoluzionarie ungheresi sotto la guida di Lajos Kossuth. Gli fu dato il soprannome di Crăișorul Munților ("Il principe dei monti").

## Origini e studi
Nacque sui Monti Apuseni in una famiglia di contadini benestanti. Il primo antenato conosciuto di Avram Iancu è Gheorghe Iancu, sacerdote ortodosso, partecipante alla rivolta di Horea e imparentato con lui. Il fratello del nonno di Avram Iancu era Horea.
Gheorghe Iancu (morto prima del 1812) ebbe sette figli, quattro femmine - Sântioana, Maria, Zamfira e Ana - e tre maschi - Alisandru padre del futuro eroe, Avram e Ioan.
Il padre di Avram Iancu, Alisandru (1787-1855), era un guardia forestale, poi giudice regionale. Frequentò la scuola elementare del villaggio e probabilmente quella di Câmpeni.  La madre di Avram Iancu era Maria Gligor. I due figli della famiglia Iancu furono Ioan (1822-1871) e Avram.
Avendo una buona situazione economica, Avram Iancu frequentò la scuola elementare nel suo villaggio natale, nel boschetto di Târsa, dove ebbe come insegnante Mihai Gomboș, venendo poi trasferito dai suoi genitori a Poiana Vadului e Câmpeni, diplomandosi al l'età di 13. Qui ebbe Moise Ioanette come insegnante. Frequentò il liceo a partire dal 1837 a Zlatna, diplomandosi nel 1841.  Si iscrisse poi al Liceo Scolopio di Cluj. A partire dal 1844 frequentò la Facoltà di Giurisprudenza di Cluj.
Nell'anno 1846, come era consuetudine di tutti coloro che all'epoca completavano le scienze giuridiche, cercò di ricoprire un incarico amministrativo, chiedendo di essere accettato a un posto di praticante senza stipendio. Tuttavia, la sua richiesta è stata respinta dal governo di Cluj perché proveniva da una famiglia di servi, solo i nobili erano approvati per tali incarichi. Dopo alcune settimane, si iscrisse come cancelliere a Târgu Mureș , presso la Royal Tabla (Corte d'Appello della Transilvania).  Sostenne l'esame di avvocato nel marzo 1848. Durante il periodo in cui era cancelliere a Târgu Mureș, incontrò la maggior parte dei giovani rumeni che sarebbero stati suoi compagni d'armi durante la Guerra Nazionale della Transilvania: Nicolae Bârlea, Iacob Bologa, Ioan Buteanu, Petru Dobra, Vasile Fodor, Iosif Hodoș , Ilie Măcelariu, Florian Micaș, Alexandru Papiu-Ilarian, Ioan Oros, Ioan Pinciu, Dionisie Pop Marțian, Samuil Poruțiu, Nicolae Solomon, Iosif Sterca -țuluțiuDionisie Tobias, Amos Tordășianu. Anche in questo periodo conobbe Nicolae Vlăduțiu, futuro prefetto della legione. E Nicolae Muresan, futuro tribuno.

## Attività politica e militare

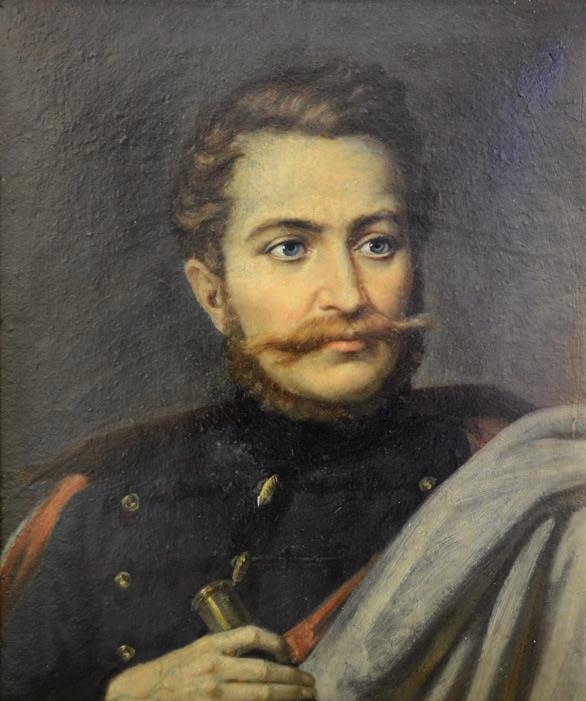
Avram iancu ritratto da Misu Popp

Intorno allo scoppio della rivoluzione paşoptista ungherese in Ungheria e Transilvania, nel marzo 1848, Avram Iancu era cancelliere a Târgu Mureș, insieme a diverse dozzine di altri giovani rumeni.

Le prime informazioni sulla rivoluzione di Vienna giunsero in Transilvania il 21 marzo 1848 attraverso i giornali di Pest. Il 22 marzo i cancellieri di Târgu Mureș (200 giovani di tutte le nazionalità) hanno indirizzato un memorandum all'imperatore austriaco, che, coperto di firme, è stato presentato il 24 marzo al sindaco di Târgu Mureș. Il 25 marzo i giovani ungheresi di Târgu Mureș hanno organizzato una manifestazione patriottica, sono stati invitati anche i cancellieri rumeni. L'obiettivo principale della gioventù ungherese era "l'unione con la madrepatria" e solo dopo la liberazione delle masse dal giogo della Serbia. Sebbene inizialmente i giovani rumeni fossero anche d'accordo con i principi di libertà proclamati dalla rivoluzione ungherese, hanno voluto precisare quanto segue, attraverso la voce di Alexandru Papiu-Ilarian:
"Come rumeno, firmo la petizione a condizione che, nel caso in cui i diritti delle persone e la loro uguaglianza siano raggiunti, a tutte le nazioni di lingue diverse in Transilvania e Ungheria sia garantita l'esistenza nazionale e la loro lingua madre, e la liberazione dalla servitù si ottiene senza alcun compenso monetario, perché i contadini hanno pagato abbastanza, anche troppo, per diversi secoli, poiché i nobili hanno usurpato non solo i loro diritti civili, ma anche i loro sacri diritti umani".

— Dragomir, op. Citazione 
E Samuil Poruțiu, chiedendo di intervenire nella riunione dei cancellieri, ha chiesto di "non fingere che siano tutti solo ungheresi... Perché anche Dio dovrebbe essere ungherese? Giuriamo sul Dio dei popoli!", ma fu interrotto dai cancellieri ungheresi, che chiesero "Unione o morte! Uniamoci all'Ungheria, perché altrimenti periamo!". La gioventù ungherese non accetta concessioni. Suggestiva la risposta ricevuta da Poruțiu dallo scrittore ungherese Urházy, esponente di spicco della giovane generazione: “Vostra Maestà, avete solo firmato il sindacato! Signoria, concittadino Poruțiu, ora siete ungherese!" A questa manifestazione era presente anche Avram Iancu. Offesi dall'insistenza con cui i giovani rumeni difendono le loro opinioni, i giovani ungheresi guarderanno con molta attenzione Iancu ei suoi colleghi.
Il 26 marzo 1848, nella casa dove abitava Avram Iancu a Târgu Mureș, ebbe luogo un incontro di giovani rumeni, per ascoltare Nicolae Bârle che era arrivato da Blaj, dove si era svolto un incontro di intellettuali rumeni. Il consiglio dei giovani ha deciso di tenere un'assemblea nazionale a Blaj domenica Tomii, con l'obiettivo di "fare i passi necessari per la causa nazionale" .

Il 1 aprile 1848 Iancu, insieme ad altri giovani rumeni tra cui Alexandru Papiu-Ilarian, Samuil Poruțiu e Florian Micaș, giunse a Blaj, partecipando alla consultazione politica. Da Blaj, Avram Iancu si recò in montagna, alla sua residenza, dove arrivò il 6 aprile. In questa data si svolse l'incontro dei romeni di Câmpeni, e nei giorni successivi prese parte agli incontri convocati da Simion Balint e Ioan Buteanu. Riunioni del popolo furono convocate ad Abrud, Câmpeni e Bistra, per discutere i punti di un memorandum che doveva essere sottoposto al governo. Iancu ha contribuito a queste riunioni con le informazioni portate da Blaj e Buteanu con le informazioni portate da Cluj. Avram Iancu, insieme a Simion Balint, ha attraversato i villaggi sopra Campeni, su Râul Mare e Râul Mic, per parlare e mobilitare le persone per l'azione politica. Durante questo periodo, in seguito alle informazioni di alcuni funzionari ungheresi della zona, Iancu è stato classificato dal governo come "pericoloso" e ne è stato ordinato l'arresto. Invitato a Târgu Mureș dal presidente del Consiglio reale, Iancu partì per questa città. È sfuggito all'arresto perché il governo non aveva emesso il mandato di cattura. La stessa cosa non accadrà al giovane avvocato di Cluj, Florian Micaș, che verrà arrestato pochi giorni dopo. Dopo il confronto con il presidente della Corte d'Appello, Iancu è tornato d'urgenza a casa, facendo un'unica tappa lungo il percorso, a Blaj, dove si è aggiornato sulle decisioni politiche dei vertici romeni. In breve tempo rivolse ai suoi seguaci il seguente appello:
"Voi chiedete ardentemente l'abolizione della servitù della gleba, perché, lavorando inutilmente per diecicento anni nei solchi dei signori, avete anche pagato cento volte la terra che vi dava il cibo della vita giorno per giorno, tanto più lo pagò invano, perché era tuo e per lui fu sparso il sangue dei tuoi antenati... Cerchiamo dunque tutti di unirsi al popolo, dichiarando senza paura agli Ungari che non si fermeranno finché non saranno riconosciuti dalla legge Nazione rumena e fino a quando non sarà rappresentato nella dieta, per poter giudicare in quale forma ea quali condizioni unirsi all'Ungheria"

— Dragomir, op. Citazione 
Sempre a Blaj, Iancu apprese che il governatore della Transilvania, il conte ungherese Teleki, proibì lo svolgimento dell'assemblea nazionale rumena prevista per il 30 aprile 1848 a Blaj. Al vescovo rumeno è stato chiesto di convocare un piccolo numero di chierici e leader laici in un'altra data per redigere un memorandum alla Dieta. Questa misura era volta a sminuire la forza politica dei rumeni, motivo per cui si è deciso di continuare i passi per l'assemblea. Il vescovo greco-cattolico rumeno Ioan Lemeni, noto come seguace dell'unione della Transilvania con l'Ungheria, ha ricevuto dal governatore la richiesta di andare in montagnaper calmare la folla e porre fine alle assemblee del popolo.
Allo stesso tempo, dopo Pasqua, le autorità ungheresi in Transilvania dichiararono lo stato d'assedio e iniziarono a erigere forche nei villaggi rumeni, al fine di intimidire i rumeni e farli non partecipare all'Assemblea nazionale di Blaj il 30 aprile. Il vescovo Ioan Lemeni proibì ai suoi sacerdoti di comparire all'assemblea, e le colonne di contadini rumeni cercarono di essere fermate con vari metodi: il posizionamento di truppe lungo il loro percorso, il divieto di attraversare i ponti, la confisca di tutte le barche che potevano essere usato per attraversare i fiumi, e così via L'incontro dei romeni della domenica di Tomii si è quindi svolto senza l'approvazione del governatore della Transilvania. I leader rumeni hanno cercato di formulare le richieste rumene e hanno discusso il programma dell'assemblea nazionale. Gli incontri sono stati presieduti da Simion Bărnutiu, con il quale Iancu andava molto d'accordo.
All'Assemblea nazionale Blaj del 30 aprile 1848, Avram Iancu partecipò, insieme a Ioan Buteanu, alla testa di 2.000 cittadini, ricevendo con entusiasmo i rumeni presenti all'assemblea. Iancu, Buteanu e Papiu-Ilarian corrono il rischio e, sfidando l'ostinazione di Teleki, presentano le richieste rumene. I rappresentanti dell'autorità pubblica venuti a leggere l'ordinanza di scioglimento dell'assemblea devono rilasciare ai tre tribuni certificati di buona condotta e l'assicurazione che non subiranno ulteriori conseguenze. Lo slogan con cui Iancu aveva mobilitato il popolo era "Tu sei il popolo!" .
Il 1 maggio 1848, il folto gruppo di mots tornò a casa, guidato da Avram Iancu. In montagna, Iancu iniziò a mobilitare i romeni per partecipare alla seconda Assemblea nazionale a Blaj, prevista per il 3/15 maggio 1848. I Moti non aspettarono più le decisioni politiche degli austriaci o degli ungheresi, cessarono di propria iniziativa a considerare ancora i servi. Si sono rifiutati di svolgere lavori di servi e di pagare le tasse comunali. Il loro umore non era d'accordo con le autorità ungheresi, lo spagnolo Lazar fu inviato il 5 maggio 1848 a Vidra de Sus, per parlare ai romeni. Essendo una domenica, la gente era in chiesa. Lo spagnolo ha cercato di parlare con loro, ma è stato interrotto dalla folla. Apprendendo che un proclama era stato letto ai romeni, lo chiese e gli fu dato e letto da Alisandru Iancu, il padre di Avram. In conclusione, Avram Iancu ha aggiunto da solo: "I rumeni non chiederanno la libertà agli ungheresi, sono abbastanza forti da strapparla combattendo".
Alla Grande Assemblea Nazionale di Blaj il 3/15 maggio 1848, presieduta dai vescovi di Lemeni e Șaguna, Iancu partecipò alla guida di 10.000 moti, organizzati e militarmente disciplinati. Iancu è arrivato a Blaj il 15 maggio e ha preso parte a tutte le discussioni, ei suoi deputati hanno assicurato la sicurezza e l'ordine dell'assemblea, alla quale hanno partecipato decine di migliaia di contadini rumeni, oltre a rivoluzionari moldavi e di montagna. Inoltre, Iancu parlò ai rumeni, esponendo e spiegando loro le pretese della nazione rumena in Transilvania. In questa riunione si decise di inviare due delegazioni rumene, una a Vienna, per presentare le lamentele dei romeni all'imperatore, e l'altra a Cluj, per presentarli alla Dieta di Transilvania.
Alla fine di maggio 1848, Iancu, insieme ai leader rumeni dei Monti Apuseni, tenne una conferenza a Câmpeni, per decidere l'atteggiamento da seguire riguardo alla servitù della gleba, che non era ancora stata legalmente abolita. Iancu ha sostenuto l'adempimento dei compiti di servo fino al chiarimento legale della situazione e solo se non risolto legalmente, per cercare di ottenere i suoi diritti con la forza.
Il 4 giugno, il barone Perenyi presentò un rapporto sulla situazione nei Monti Apuseni e, di conseguenza, il 6 giugno 1848, il commissario del governo di Pest ordinò l'adozione di misure severe contro Avram Iancu. Mentre era a Sibiu, Avram Iancu apprese la nuova notizia sulla situazione politica in Transilvania: il governo della Transilvania, riunitosi il 29 maggio a Cluj, aveva decretato l'unione della Transilvania con l'Ungheria, senza discutere la memoria dei romeni che costituivano la maggioranza in Transilvania (1.250.000 rumeni contro circa 600-700.000 ungheresi e 250.000 sassoni), nonché lo scioglimento del Comitato nazionale rumeno da Sibiu, minacciando con dure punizioni coloro che avrebbero osato convocare altre assemblee.
In seguito al massacro di Mihalț , in cui 12 contadini rumeni furono uccisi dalle guardie di frontiera di Szekler e dalle guardie nazionali ungheresi di Aiud, e diverse dozzine di altri furono feriti, Avram Iancu decide di partire il 5 giugno 1848 da Sibiu alla Țara Moților e raccogliere mosse per potersi difendere in caso di necessità. Il 6 giugno, Iancu è arrivato a Țara Moților e ha tenuto un incontro a Bucium Cerbu, informando la gente sulle decisioni politiche ungheresi e sul deterioramento della situazione generale, molti contadini rumeni sono stati oggetto di maltrattamenti.
Alla fine di maggio 1848 ad Abrud fu costituita la Guardia Nazionale Ungherese e Iancu fu minacciato dalle autorità locali e chiamato a lasciare che i rumeni continuassero la servitù. Lo stato d'animo dei rumeni era in quanto tale molto inquieto, soprattutto da quando il funzionario di Nemegyea aveva chiesto il 7 giugno di inviare truppe di Szeklers da Aiud alle montagne. Di conseguenza, il 9 giugno 1848, alla fiera di Câmpeni, Iancu chiese alla folla di armarsi, ma di tacere e di non attaccare nessuno. Il 13 giugnoNel 1848 una commissione governativa ungherese giunse nel Paese di Motilor, accompagnata da una compagnia di soldati ungheresi, per indagare sulla situazione in cui si trovavano i romeni e accusati di ribellione. Il 14 giugno la commissione richiese altre 2 compagnie di soldati, che furono immediatamente inviate da Turda.  Il 18 giugno, l'abolizione della servitù della gleba è stata ufficialmente pubblicata dal governo ungherese. Iancu ha assicurato alla commissione che i contadini rumeni rispetteranno la pace e l'ordine e che reclameranno legalmente le loro terre e foreste.
Il 19 e 20 giugno Avram Iancu ha svolto due esercitazioni di mobilitazione con i moți (abitanti della Țara Moților), dove il popolo si è presentato armato e militarmente disciplinato, organizzato da subunità e con i comandanti alla testa. Altre truppe furono richieste dalla commissione ungherese, tanto che il 23 giugno c'erano 200 soldati imperiali e 300 Szekler sulle montagne. Diversi leader rumeni sono stati invitati a comparire davanti alla commissione per rilasciare dichiarazioni, ma quando lo hanno fatto sono stati arrestati, tra cui Simion Balint. Anche Avram Iancu fu invitato a presentarsi davanti alla commissione ma, venendo a conoscenza della sorte degli altri, non si presentò. Il 29 giugno informò la commissione d'inchiesta che non aveva motivo di comparire davanti ad essa, perché non aveva fatto del male a nessuno, e armò la folla solo a scopo di difesa.  Iancu andò in montagna, nascondendosi per un po' a Tara Motilor e Zrand.
Il 21 settembre 1848, Avram Iancu, a capo di 6.000 folle armate, partecipò alla terza Assemblea nazionale a Blaj, che durò 8 giorni. All'incontro erano presenti circa 60.000 rumeni provenienti da tutta la Transilvania. Il commissario ungherese Vay ha cercato di convincere i contadini rumeni a tornare a casa e rinunciare alle loro richieste, e di corrompere i leader rumeni, incluso Avram Iancu, per rimandare a casa i contadini. Sia Iancu che gli altri leader hanno rifiutato il commissario.  I rumeni chiesero a questa assemblea nazionale la fine delle persecuzioni contro di loro, che erano aumentate soprattutto dopo l'abolizione della servitù della gleba, la revoca dello stato d'assedio e la reintroduzione dell'ordine per mezzo della legge, non con la forza. Parimenti, i romeni non riconobbero l'unione della Transilvania con l'Ungheria, fatta, contro la loro dichiarata volontà, dal governo ungherese a Cluj, e chiesero l'istituzione di guardie nazionali rumene, armate dall'esercito austriaco come armò gli ungheresi, già affermato da tempo.  Avram Iancu fu tra i firmatari del verbale dell'incontro, che finalmente proclamò la "costituzione imperiale austriaca" , quindi un'opposizione ancora più dura alla rivoluzione ungherese e il ritorno alla situazione prima del 25 aprile 1848.
Il 30 settembre Iancu lasciò Blaj riparando dai suoi parenti.
Il 10 ottobre 1848 Kossuth Lajos indirizzò un proclama ai rumeni, chiedendo loro di non opporsi alla rivoluzione ungherese e ungherese, altrimenti coloro che si oppongono saranno uccisi ei loro beni confiscati.  Fino a questa data, il movimento rumeno non aveva fatto né vittima né eccesso.
Il 19 ottobre 1848, Avram Iancu fondò la Legione Auraria Gemina a țara Moților. Fu nominato dal Comitato di pacificazione rumeno di Sibiu con il grado di "prefetto" (equivalente a quello di generale) e Ioan Bălaș e Ioan Constantin Boeriu viceprefetti.  La base giuridica per l'organizzazione del Landsturm rumeno era costituita dal punto 10 della Petizione Nazionale adottata dalla Grande Assemblea Nazionale a Blaj il 3/15 maggio 1848, che "richiede l'armamento del popolo o della guardia nazionale per la difesa del Paese dentro e fuori. La milizia rumena dovrebbe avere i suoi ufficiali rumeni". Il 17 ottobre 1848 L'armamento dei romeni viene confermato dal comando militare austriaco a Sibiu.
I primi campi di addestramento della Legione Auraria Gemina, chiamati all'epoca e campi (campi dai contadini rumeni) furono istituiti a Câmpeni, Bistra, Bucium e Măgina e furono mobilitati il 19 ottobre 1848.
Il campo Campeni aveva il ruolo di concentrare i combattenti della Legione Auraria Gemina e di addestrarli alla battaglia. Il suo comandante, il tribuno Nicolae Corcheș, si dimostrò un buon organizzatore,  da questo campo provenivano buoni combattenti che parteciparono a molte delle battaglie combattute nel 1849.
Il campo di Bistra si trovava a 5 chilometri a est di Câmpeni, nel luogo in cui il Bistricioara sfocia nell'Ariete. Fu istituito il 19 ottobre 1848, il centurione Alexandru Bistran fu nominato comandante. In questo campo, combattenti provenienti da oltre 25 villaggi e boschetti (frazioni) si sono concentrati e addestrati: Bistra, Aronești, Bălești, Bălăști, Ciuldești, Crețesti, Dealul Muntelui, Dâmbureni, Durăști, Gănești, Hodișești, Hudricești, Gipaia, Lunca Largă, Lunca Merilor, Mihăiesti, Novăcești, Perjești, Poiana, Runcuri, Stefanca, Tomnatec,Tarănești, Vârșii Mari, Vârșii Mici e altri.
Il campo di Bucium si trovava a 8 chilometri a sud-est della città di Abrud, nella valle di Bucium. Fu istituito il 19 ottobre 1848, con il vice centurione Dionisie Popovici nominato comandante. I combattenti dei villaggi di Bucium, Bucium-Cerbu, Bucium-țasa, Bucium-Izbita, Bucium-Muntari e Bucium-Poieni furono concentrati e addestrati in questo campo.
Il campo di Măgina si trovava a 8 chilometri a nord-ovest della città di Aiud. Fu istituito nell'ultima decade di ottobre 1848, il comandante era il vice-prefetto Simion Probu-Prodan. Il numero di combattenti rumeni in questo campo era inferiore a quello degli altri campi della Legione Auraria Gemina. Il ruolo di questo campo era quello di opporsi ai previsti attacchi delle truppe ungheresi di stanza ad Aiud. Solo pochi giorni dopo la sua istituzione, il 25 ottobre, il campo di Măgina è stato attaccato dalle guardie nazionali ungheresi di Aiud, guidate da Kemeny Istvan, e da una compagnia di fanteria di linea. Poiché c'erano soldati imperiali tra gli assalitori, i combattenti rumeni si rifiutarono di combattere, perché non volevano combattere contro i soldati dell'imperatore d'Austria. Di conseguenza, il campo è stato disperso.
Il campo di Cacova (oggi Livezile) si trovava a circa 10 chilometri a nord-ovest della città di Aiud. Fu fondato nel gennaio 1849 ed era comandato dal viceprefetto Simion Probu-Prodan. Aveva il ruolo di negare l'accesso alle truppe ungheresi partendo da Aiud verso il centro dei Monti Apuseni.
Ioan Șuluțiu, tribuno, si occupò della fornitura di munizioni.
L'unica legione rumena nota per aver avuto una bandiera era la Legione Auraria Gemina. Questo era negli attuali colori nazionali di blu-giallo-rosso, disposti orizzontalmente, con il colore rosso in basso. Il suo mantello era nei colori nazionali ungheresi, rosso-bianco-verde, perché si trattava di una cattura di guerra, essendo stato sottratto alle truppe ungheresi in una delle battaglie combattute ad Abrud contro il maggiore Hatvani nella primavera del 1849.
L'8 novembre 1848, per ordine del comando generale austriaco della Transilvania, Avram Iancu, con 4.000 combattenti della Legione Auraria Gemina, partecipò alle operazioni militari austriache nella direzione generale Teiuș-Cluj. L'esercito austriaco e un totale di circa 30.000 combattenti rumeni hanno partecipato a queste operazioni. La legione Auraria Gemina si fermò nei pressi di Turda, senza entrare in città, perché qui si era fermato anche l'esercito austriaco. La città si arrese senza combattere il 20 novembre e, dopo pochi giorni, Avram Iancu tornò sulle montagne.
Il 29 novembre 1848 Avram Iancu aveva altri 1.500 moți pronti per la battaglia, su richiesta dell'esercito austriaco. Con loro viaggiò per prendere parte alle pianificate battaglie con l'esercito ungherese nella gola della Ciucea. Il 4 dicembre Avram Iancu è arrivato a Săcuieu, nella contea di Cluj, e nella notte dal 6 al 7 dicembre gli è stato chiesto di attaccare di sorpresa le linee nemiche. A causa dell'incompetenza di un ufficiale austriaco, che li lanciò in battaglia senza aver adeguatamente sorvegliato il terreno, l'attacco fallì e il 10 dicembre Iancu fu costretto a ritirare i suoi combattenti. Arrivato a Câmpeni, mobilitò altri combattenti, circa 1.500, che mandò a Huedin per collaborare con l'esercito austriaco. Da Câmpeni, Iancu si recò a Sibiu per chiarire varie questioni, militari e politiche. Un incontro dei vertici romeni, messo in difficoltà dal generale austriaco Puchner, comandante militare della Transilvania, si terrà a Sibiu il 28 dicembre senza Avram Iancu, che tornò sulle montagne. Il generale austriaco, vedendo interrotta l'offensiva di Szekler (lanciata il 19 ottobre) e conquistata Cluj dall'esercito imperiale, si allontanò dai romeni, abbandonandoli al loro destino, minacciandoli addirittura con la forza armata.
In montagna, privato degli aiuti in armi, munizioni e cibo promessi dall'esercito austriaco, Avram Iancu organizza la difesa esclusivamente con i propri mezzi.
Il 19 e 20 gennaio 1849 Iancu partecipò a una conferenza a Zlatna, alla quale parteciparono tutti i prefetti rumeni che potevano, nonché i rivoluzionari rumeni rifugiati di Muntenia. Lo scopo era quello di stabilire il piano d'azione nella nuova situazione, quando dopo l'offensiva di dicembre del generale ungherese di origine polacca Josif Bem, la Transilvania fu quasi completamente conquistata dall'esercito ungherese. I combattenti rumeni sui Monti Apuseni avevano a disposizione a malapena 800 fucili su un numero di diverse migliaia di combattenti e l'approvvigionamento alimentare era problematico.
Alla fine di marzo 1849, i combattenti rumeni sui Monti Apuseni furono completamente circondati sulle montagne dalle truppe ungheresi. Alla fine di aprile 1849, il deputato ungherese di origine rumena Ioan Dragoș viene inviato da Kossuth per convincere i rumeni a deporre le armi, perché attraverso la loro resistenza stavano bloccando troppe truppe ungheresi, necessarie in altre parti della Transilvania per opporsi alle truppe austro-russe, che stavano preparando la controffensiva, provenienti da Moldova e Muntenia. Il generale ungherese Janos Czecz apprezza nelle sue memorie che tra il dicembre 1848 e il luglio 1849 i Moti tennero in scacco circa un terzo dell'esercito ungherese in Transilvania (circa 10.000 soldati), la cui assenza fu fortemente sentita nelle battaglie condotte dagli ungheresi contro i russi e gli austriaci.
Il 6 maggio 1849, mentre i moți stavano conducendo trattative di pace con Ioan Dragoș, il maggiore ungherese Hatvani Imre entrò a sorpresa ad Abrud con le sue truppe, considerato dai rumeni un atto di tradimento da parte degli ungheresi. Il giorno successivo era già iniziata la mobilitazione dei romeni, e l'8 maggio iniziò la prima battaglia per Abrud, guidata da Avram Iancu, che si concluse il 10 maggio con l'evacuazione della città da parte delle truppe ungheresi sopravvissute. Il 15 maggio 1848, il maggiore Hatvani occupò nuovamente Abrud, dopo aver rifornito le sue truppe decimate. Seguì la seconda battaglia di Abrud, che terminò il 18 maggio 1848 con la pesante sconfitta delle truppe ungheresi. In totale, il maggiore Hatvani perse circa 5.000 soldati e tutta l'artiglieria, e il vice Dragoș fu ucciso (nella prima battaglia di Abrud)  .
L'8 giugno 1849, la più grande forza militare ungherese che aveva attaccato l'area fino a quel momento, più di 4.000 soldati con 19 cannoni e 4 batterie di razzi, guidati dal colonnello Kemeny Farkas, partirono contro i rumeni sui Monti Apuseni. Ne risultò la terza battaglia di Abrud, iniziata in realtà l'11 giugno e terminata il 17 giugno (i combattimenti erano già iniziati l'8 giugno sulla strada per Abrud). L'esercito ungherese, soffrendo la fame e perdendo molti uomini in battaglia, accerchiato ad Abrud, fu costretto ad abbandonare la città ea ritirarsi, avendo almeno 500 soldati uccisi in battaglia.
Il 21 giugno 1849, Avram Iancu fu contattato da lettere del colonnello ungherese Simonffy, che gli scriveva da Vascău, nonché del vice Ioan Gozman, in vista della cessazione delle ostilità. Risponde loro il 27 giugno, non rinunciando agli obiettivi per i quali aveva iniziato la lotta, ma rifiutando anche la possibilità di trattative per la deposizione delle armi. Il 2 luglio 1849 il colonnello Simonffy invia la risposta di Kossuth Iancu. Ha risposto il 5 luglio, ma non molto incoraggiante per i rumeni. La risposta di Kosstuh è stata rigida e tagliente, non rinunciando nemmeno alle sue idee e rifiutando la continuazione dei negoziati di pace. Convoca Avram Iancu, e implicitamente i romeni, a deporre le armi incondizionatamente fino al 20 luglio e solo allora vedere se riceveranno i diritti richiesti.
Il 14 luglio 1849 Kossuth autorizzò il rivoluzionario della montagna Nicolae Bălcescu ad andare sui Monti Apuseni per convincere Avram Iancu a fare un accordo con gli ungheresi e passare dalla loro parte, nel contesto della forte offensiva austro-russa in Transilvania, che minacciò la disintegrazione dell'esercito ungherese. A Iancu fu offerto da Kossuth, in caso di riconciliazione, il grado di generale nell'esercito ungherese e il passaggio con la sua legione a Muntenia per combattere lì contro le forze austro-russe. Kossuth firmò i documenti necessari per l'organizzazione di una legione rumena per combattere all'interno dell'esercito ungherese il 15 luglio 1849. Bălcescu arriva in Țara Moților con l'offerta ungherese alla fine di luglio 1849, e le discussioni con e tra i capi dei romeni in montagna durarono 4 o 5 giorni. Avram Iancu rispose per iscritto a Kossuth il 3 agosto 1849, mostrandogli che alle condizioni date, con l'esercito ungherese sconfitto e gli eserciti austro-russi vittoriosi e al controllo della Transilvania, non vale più la pena discutere.
Durante questi colloqui di pace, i combattimenti con l'esercito ungherese non si fermarono. I combattenti della Legione Auraria Gemina, comandata da Avram Iancu, si scontrarono il 2 e 4 luglio con le truppe ungheresi guidate da Velics Karoly, che tentarono di attaccare le montagne dalla direzione di Aiud, ma furono sconfitte dai combattenti del Fodor e tribuni serboni. Il 22 luglio questi attacchi ungheresi si ripetono, ma si concludono nuovamente con una sconfitta, proveniente anche dalla parte del tribuno Fodor.
Il 29 luglio 1849, il ministro-presidente ungherese Szemere pronuncia un discorso in cui afferma che uno degli obiettivi della rivoluzione ungherese è il libero sviluppo delle nazionalità, cioè proprio il motivo della discordia tra ungheresi e rumeni negli anni 1848-1849. Kossuth Lajos incarica il rivoluzionario rumeno paşoptista Eftimie Murgu di andare da Avram Iancu in montagna e di comunicargli questo fatto, in modo da attirarlo dalla parte della rivoluzione ungherese all'ultimo momento. Tuttavia, Eftimie Murgu non riuscirà a conquistare le montagne, fermandosi a Ilia. Tuttavia, era troppo tardi. Gli eserciti austro-russi erano all'offensiva presso i Monti Apuseni, l'esercito ungherese in ritirata. Iancu assicurerà alle truppe ungheresi che non le attaccherà in questi momenti, lasciandole libere di ritirarsi in qualsiasi direzione.

## La fine della guerra
All'inizio dell'agosto 1849, il generale russo Lüders invitò Avram Iancu ad Alba Iulia, per incontrarlo, fargli un dono in riconoscimento del sostegno dato attraverso la guerriglia e per fornirgli le munizioni necessarie. Iancu discende dalle montagne con un gruppo di lancieri, nella valle di Mureș, ma incontra subito l'ostilità del colonnello austriaco August, comandante della fortezza di Alba Iulia. A questo atteggiamento ostile contribuirono le false notizie dell'ex consigliere militare della Legione Auraria Gemina, il capitano austriaco Ivanovici, così come il fatto che gli austriaci avevano appreso dei negoziati di Iancu con gli ungheresi e dell'offerta di Kossuth di schierarsi con la rivoluzione ungherese. Per questo tornò a Campeni. Il 22 agosto 1849, una delegazione di due moti, inviata da Iancu a Florești, nella contea di Cluj, disse all'esercito austriaco di aver deciso di lasciare a casa i suoi combattenti. Il generale austriaco Wohlgemuth invitò Avram Iancu a Sibiu per chiedere il suo aiuto per disarmare i lancieri rumeni a Zărand. Iancu si assunse questa responsabilità, e gli abitanti di Zărand iniziarono a deporre le armi dopo il 7 settembre 1849. Il disarmo dei romeni da parte degli austriaci fu fatto con difficoltà, pochissime armi furono cedute, sebbene Iancu e Axente Sever si fossero impegnati ad aiutare a deporre le armi, il che rendeva gli imperiali ancora più sospettosi di Iancu.

## Dopo il 1849
Subito dopo la fine delle ostilità, i rappresentanti austriaci inviati dall'imperatore in Transilvania, Wohlgemuth, Clam Gallas e Bach, mostrarono la loro ignoranza dei romeni e il loro contributo alla causa della Casa d'Asburgo. Fin dall'inizio, i loro meriti sono stati sminuiti, incompresi e sospettati senza motivo. I sacrifici umani e materiali dei romeni non furono presi in considerazione dall'imperatore. Invece, il generale russo Alexander Nicolaevich Lüders ha chiesto ad Avram Iancu delle lamentele dei rumeni, promettendo di intervenire a nome dello zar per loro. Per questo Iancu e Axente Sever invieranno un memorandum al generale Luders e chiederanno l'aiuto dello Zar oltre all'imperatore d'Austria per ottenere i diritti richiesti dai romeni. Lo Zar ricevette il memorandum di Avram Iancu, ma rispose che non poteva intervenire in una questione dell'Impero austriaco, ma che avrebbe inoltrato il memorandum alla Corte Imperiale, cosa che fece.
Il 15 dicembre 1849 Avram Iancu fu arrestato dai soldati austriaci alla fiera di Halmagiu. Sotto la pressione dei romeni, che quel giorno erano numerosi al mercato, i soldati furono costretti a rilasciarlo, sostenendo che l'arresto era stato fatto per errore.
Nel febbraio 1850 Avram Iancu si recò a Vienna, dove si stava radunando una nuova delegazione rumena che voleva rivendicare diritti per i romeni in Transilvania. Passò per Beiuș, arrivando il 6 febbraio a Oradea, dove fu accolto con entusiasmo. Fu ugualmente ben accolto a Pesta, ricevuto dal generale Haynau e dal barone Geringer. Il primo diede una zuppa in onore di Iancu, e al ballo dato la sera stessa, fu accompagnato dagli alti ufficiali austriaci. Iancu lasciò Pest il 19 febbraio e fu ricevuto dall'imperatore d'Austria l'8 marzo 1850. I suoi meriti furono particolarmente evidenziati dall'imperatore Francesco Giuseppe. Nei giorni successivi Iancu visitò altre personalità di spicco austriache. Iancu tornò a casa senza che la delegazione rumena fosse riuscita ad altro che ricevere vaghe promesse dagli austriaci.
Lo Zar di Russia inviò a Sibiu 34 decorazioni da distribuire a coloro che durante la guerra ebbero meriti speciali. Per Avram Iancu ha inviato l'Ordine di San Stanislav. Tuttavia, su richiesta delle autorità austriache, lo Zar avrebbe cambiato la sua decisione e avrebbe assegnato a Iancu una medaglia inferiore, l'Ordine di Sant'Anna, 2ª classe.
Per il contributo prestato durante la guerra, Avram Iancu fu inizialmente proposto per la decorazione con l'Ordine Austriaco "Corona di Ferro" di 3ª classe, una decorazione relativamente alta che dava al titolare il diritto ad un titolo nobiliare. L'imperatore Francesco Giuseppe tagliò di sua mano questa proposta, assegnandogli solo la "Croce d'oro al merito, con corona". Ha preso la stessa decisione nel caso dei prefetti Simion Balint e Axente Sever. Avram Iancu fu invitato ad Alba Iulia per ritirare le sue decorazioni, ma si rifiutò ogni volta di farlo.
Nell'agosto del 1850 Iancu si recò di nuovo a Vienna, per far parte della delegazione nazionale rumena. Ancora una volta questo fu ricevuto dagli austriaci solo con vuote promesse e ritardi. All'inizio del 1851 Avram Iancu fu convocato presso il prefetto di polizia di Vienna per dichiarare se accettava o meno le decorazioni assegnate e che aveva ripetutamente rifiutato nel 1850. Dichiarò nuovamente i motivi del rifiuto della medaglia austriaca, ma un'accetta quello russo. La sua dichiarazione è stata considerata offensiva per l'imperatore d'Austria. Dopo 3 giorni è stato nuovamente chiamato alla polizia per chiedergli se accetta la decorazione austriaca e ancora una volta Avram Iancu ha rifiutato. Dopo qualche altro giorno si è presentato di propria iniziativa alla polizia, per dichiarare di insistere sulla sua affermazione iniziale, di rifiutare la decorazione austriaca, dicendo che la rifiuta chiedendo: "di decorare prima la nazione con l'adempimento di promesse”. Poco dopo, gli è stato chiesto di lasciare Vienna entro 8 giorni, proprio come gli altri leader rumeni della delegazione. Iancu lasciò Vienna il 21 febbraio 1851, per non farvi più ritorno.
Dopo essere tornato da Vienna, Iancu è stato coinvolto nella lotta legale per ottenere i diritti sulle proprietà. Reclamarono le loro terre e le foreste perdute dai nobili e dallo stato austriaco durante la servitù. Scrisse così diversi promemoria a nome dei mots, indirizzati al governo, e uno dei promemoria era indirizzato allo stesso imperatore Francesco Giuseppe. Il governo, però, non ha risposto, ma ha invece inviato sul posto commissioni investigative. Iancu ha rifiutato di apparire di fronte a loro e ha esortato la folla a fare lo stesso, cosa che è accaduta. Le commissioni erano una manovra delle autorità per trascinare tutto. Nell'estate del 1852, il governatore della Transilvania invitò Avram Iancu e Simion Balint a Sibiu, dove chiese loro di accettare la mediazione delle commissioni, soprattutto perché la visita dell'imperatore in Transilvania doveva aver luogo a breve. I prefetti Avram Iancu, Simion Balint e Mihai Andreica convinsero il governatore a chiedere una modifica del percorso della visita dell'imperatore. Inizialmente il percorso doveva passare per Dobra, verso Deva e Săcărâmb, poi per Brad, Hălmagiu e Abrud, Alba Iulia, Sibiu, e al ritorno passava per le zone abitate dagli Szekler e usciva a Cluj e Baia Mare. I prefetti sono riusciti a far modificare il percorso su Muntele Găina, Vidra de Sus e Câmpeni. Il governatore chiese invece a Iancu di mediare un accordo tra Moti e Fisc, che Iancu rifiutò categoricamente, in quanto le foreste erano sempre appartenute ai Moti. La situazione era di nuovo bloccata, ma tutti speravano che si sarebbe risolta quando Iancu parlò all'imperatore mentre attraversava Vidra de Sus. Avram Iancu lavorò intensamente ai preparativi per accogliere l'imperatore e il 19 luglio 1852 fu ricevuta la notifica ufficiale che l'imperatore aveva cambiato rotta come richiesto.
Il 21 luglio 1852, l'imperatore arrivò sul monte Găina, dove avrebbe dovuto essere accolto da Avram Iancu. Ma non si è fatto vivo e nessuno è riuscito a trovarlo. La madre di Avram Iancu lo salutò a cavallo, alla testa di una banda di donne, e quando si fermò davanti alla casa di Iancu, Alisandru salutò l'imperatore. Tutti si aspettavano che Avram Iancu fosse a Câmpeni, ma nemmeno lui è apparso qui. Gli amici di Iancu dissero che era malato, per scusarlo davanti al governatore, e la sera cercarono di convincere Avram a incontrare l'imperatore il giorno successivo, a Roșia Montana. Solo ora Iancu ha dichiarato di non avere intenzione di incontrare Franz Josef. La storia che Iancu sarebbe andato in serata dall'imperatore e avrebbe fatto scandalo, essendo scacciato dalle sentinelle, è falsa, e in realtà non esisteva. I capi dei romeni ritennero quindi che non tutto fosse ancora perduto e che Iancu potesse incontrare l'imperatore a Cluj, per chiarire la situazione delle foreste motil, che ovviamente non potevano essere riconquistate per vie legali. Così Iancu accetta di andare a Cluj in testa a 120 corridori rumeni. Accolsero l'imperatore tra Someșeni e Apahida e da qui, partendo per Cluj, dovettero prendere parte all'udienza programmata. Iancu, però, rifiuta ancora. Iancu non poté accettare nemmeno la procrastinazione dell'imperatore d'Austria nel riconoscere fatti e diritti dei rumeni, che avevano combattuto e morì nel 1848-1849 e a beneficio dell'Austria, per questo si rifiutò di parlare con Francesco Giuseppe.
Tornato a Câmpeni, la prima cosa che fece Iancu fu andare all'ufficio delle imposte e abbattere le insegne austriache sull'edificio con una mazza, calpestandole. Dopo due settimane, quando una commissione giunse nella zona per misurare le foreste e inserirle nel catasto, Iancu esortò Mihai Andreica e Dionisie Darabant, ex comandanti nel 1848-1849, ora geometri al servizio dello Stato, a non svolgere le misure necessarie per sabotare le autorità imperiali. Di conseguenza, il 17 agosto 1852, Avram Iancu ei due geometri furono arrestati dall'esercito imperiale a Câmpeni. Iancu fu inviato ad Alba Iulia sotto scorta militare. Qui fu maltrattato da un meschino funzionario austriaco, e Iancu protestò con rabbia. Per paura di reazioni dei Moti, che si diceva avrebbero marciato contro Alba Iulia, Iancu fu trasferito a Sibiu. Qui fu processato frettolosamente, per essere assolto al più presto e rilasciato, perché l'arresto di Iancu aveva prodotto un'impressione sfavorevole tra i romeni.
Tramite il colonnello Heydte, a Iancu fu offerto un lavoro a Vienna, con uno stipendio di 2.400 Ft (forint) all'anno, o uno a Sibiu, con 1.800 Ft all'anno, ma rifiutò entrambi. Avram Iancu ha anche rifiutato il risarcimento offerto dal governo austriaco per il periodo in cui è stato tenuto in carcere.

## Vita privata
Una delle presunte fidanzate di Avram Iancu era Johanna Farkas, conosciuta come Háni, una giovane ungherese di Abrud. Il padre di Johanna Farkas viveva ad Abrud, dove lavorava sia come sacerdote che come avvocato. Il suo nome era Tamás Farkas ed era un protestante di denominazione Unitaria. La madre di Johanna era cattolica romana. Secondo la tradizione, Háni fu battezzata nella denominazione di sua madre. La giovane donna nacque nel 1834 e aveva dieci anni meno di Iancu. Una testimonianza orale registrata da Ioan Lupaș menziona che Háni ha salvato il suo amante nel momento più pericoloso della sua vita, a maggio dell'anno 1848, quando il maggiore Imre Hatvani entrò inaspettatamente ad Abrud per sorprendere Iancu, che era a casa dell'avvocato Tamás Farkas, il padre di Johanna. Apprendendo che le truppe rivoluzionarie ungheresi si stavano avvicinando alla città, Háni informò Iancu, gli chiese di andarsene immediatamente per salvargli la vita e lo condusse attraverso il giardino dietro la casa. Così Iancu lasciò all'ultimo momento Abrudul e si diresse verso Câmpeni, dove organizzò la controffensiva contro Hatvani. Tuttavia, non ci sono prove indubitabili su questa "fidanzata" di Avram Iancu. Nelle sue memorie, l'ex prefetto Vasile Macarie Moldovan, che dopo lo scioglimento della sua legione (3° Campo) combatté nei ranghi della Legione Auraria Gemina, essendo testimone oculare degli eventi sopra descritti, afferma che una cameriera informò Iancu dell'ingresso Ungheresi ad Abrud. In quel momento, Iancu era insieme a Vasile Macarie Moldovan e altri rumeni nella chiesa riformata, dove stavano negoziando con gli ungheresi in città, che insistevano affinché i rumeni deponessero le armi. Altri presunti amanti di Avram Iancu sarebbero stati Epifania Șuluțiu di Abrud, poi moglie del dottore Kalcher di Abrud, ma sono tutte solo voci e non ci sono prove su di loro, così come non ci sono prove nemmeno su Johanna Farkas.

## Fine della vita
Negli ultimi due decenni della sua vita ha sofferto di una malattia mentale. Lo stato della sua salute mentale iniziò a deteriorarsi alla fine del 1852. Rimase nella memoria collettiva camminando impazzito di villaggio in villaggio, secondo alcune opinioni non verificate e da fonti non firmate. Secondo altri pareri, questa volta specializzato, dal dottor Ovidiu Vuia, specialista in neuropsichiatria in Germania, Avram Iancu non era pazzo: "... Quanto ai cosiddetti disturbi mentali, secondo la maggioranza assoluta dei medici, anche noi non che per rafforzare la loro diagnosi, non solo per l'esordio a 28 anni e la lunga durata di due decenni, ma l'intero quadro clinico e la sua evoluzione, rimuove indiscutibilmente la possibilità di un'infezione del sangue con la manifestazione della sifilide nervosa. di una psicosi innescata da un trauma rimane, o come può essere, di innumerevoli traumi mentali, non di rado osservati nella pratica neuropsichiatrica. Personalmente ritengo che anche questa malattia sia fuori questione, in primis, perché i disturbi mentali di Iancu non possono rientrare nel quadro di una specifica psicosi. È vero che aveva presentato alcune idee di persecuzione, secondo una vera mania, era triste e malinconico, spesso dopo aver finito i suoi nenie al fischietto, piangeva, ma quei sintomi non bastano a diagnosticare una psicosi del maniaco. tipo depressivo, schizofrenico o paranoico. Vengo alla conclusione che Avram Iancu non era davvero pazzo da un punto di vista neuropsichiatrico. Di conseguenza, senza discostarsi dai principi scientifici della medicina, secondo i quali va vista la malattia di Avram Iancu, condivido l'opinione che (...) il principe delle montagne non soffriva di psicosi, quindi in parole povere, non era pazzo. Penso che sarebbe opportuno, in connessione con le sue sofferenze, evitare termini come".
Oggi, Avram Iancu è considerato il più grande eroe nazionale dei romeni in Transilvania, e la sua memoria è particolarmente onorata dai romeni e soprattutto dai moți, tra i quali vivono ancora oggi i discendenti degli ex lancieri di Iancu, dal 1848.
La mattina del 10 settembre 1872, Avram Iancu fu trovato morto, con lo sguardo fisso al cielo, sotto il portico del panificio (oggi museo) di Ioan Stupină, detto Lieber, di Baia de Criș. Fu sepolto con funerali nazionali il 13 settembre a Țebea. 36 sacerdoti hanno servito al servizio funebre, guidati dai diaconi Mihălțanu (ortodossi) di Brad e Balint (greco-cattolici) da Roșia Montană. Alla testa del corteo funebre camminavano gli ex comandanti militari dei romeni, ancora in vita: Simion Balint, Axente Sever, Mihai Andreica, Nicolae Corcheș e Clemente Aiudeanu. Per annunciare la sua morte, le campane suonarono in montagna per tre giorni e tre notti. Il comitato funebre lo dichiarò "eroe della nazione"  .
Il funerale ebbe luogo sotto il Gorun di Horea nel cortile della chiesa ortodossa di Țebea, secondo il desiderio di Avram Iancu. Al funerale hanno partecipato più di 4.000 persone, secondo altre fonti 10.000.  Gli ex commilitoni giunsero da Vidra de Sus dall'11 settembre, per vegliare.
La cerimonia funebre è iniziata alle 14:00, il 13 settembre, a Baia de Criș, poi il convoglio, che si estendeva per più di 2 chilometri, è partito per Țebea. "La marcia di Iancu" e l'inno rumeno sono stati cantati per tutto il tempo. Quando le prime persone entrarono a Țebea, le ultime della colonna partivano appena da Baia de Criș. A capo del convoglio c'era un giovane con una bandiera nei colori romeni rosso-giallo-blu, drappeggiato di nero. Quando la bara fu calata nella fossa, furono sparate raffiche di fucili, in segno di onori militari.
La croce di pietra è stata donata dal sacerdote rumeno Ioan Tisu e su di essa è stata scritta una semplice iscrizione: "AVRAM IANCU, ADVOCAT, PREFECTUL LEGIUNILOR ROMANE nell'anno 1849-9+1872".
Il necrologio di Avram Iancu dal "Telegrafo rumeno" dice: "la sua vita nella sua interezza rimarrà uno specchio onesto della nostra vita nazionale".